# Sysstema aulotis
Sysstema aulotis là một loài bướm đêm trong họ Geometridae.